# احمد میررفیعی
سید احمد میررفیعی (زاده ۱۵ دی ۱۳۴۸ در تهران) یک هنرپیشه و ورزشکار رشته تکواندو اهل ایران است. وی بین سال‌های ۱۳۷۲ تا ۱۳۷۸ فعالیت می‌کرد. میررفیعی عضو تیم ملی در اواخر دهه ۱۳۶۰ بود که از وزن سوم تا هفتم تجربه حضور در ترکیب تیم ملی را دارد و در دهه هفتاد وارد عرصه سینما شد. مهمترین فیلم او نیز «یاس‌های وحشی» بود که به کارگردانی محسنی نسب بود.

## زندگی‌نامه
احمد (ایرج) میررفیعی (کاپیتان سابق تیم ملی تکواندو و نایب قهرمان جهان در سال ۱۹۹۱) در سال ۱۳۴۸ در تهران زاده شد. او از سال ۱۳۷۰ به عرصه هنر راه یافت و در چندین فیلم سینمایی و سریال تلویزیونی به ایفای نقش پرداخت. نگارش فیلمنامه فیلم «یاس‌های وحشی»، کارگردانی دو فیلم کوتاه ورزشی و نویسندگی و کارگردانی فیلم ویدئویی «راند سوم» از دیگر فعالیت‌های هنری میررفیعی است. میررفیعی سالها در آلمان سکونت داشت.

## فیلمشناسی

### سینمایی
- شیرهای جوان (۱۳۷۸)
- یاس‌های وحشی (۱۳۷۶)
- فرار از جهنم (۱۳۷۵)
- آخرین مرحله (۱۳۷۴)
- هفت گذرگاه (۱۳۷۴)
- مرضیه (۱۳۷۳)
- پرواز از اردوگاه (۱۳۷۲)
- یاران (۱۳۷۲)

### تلویزیونی
- معما[۲]
- دولت عشق (مجموعه تلویزیونی)